# Doktor Triceratops

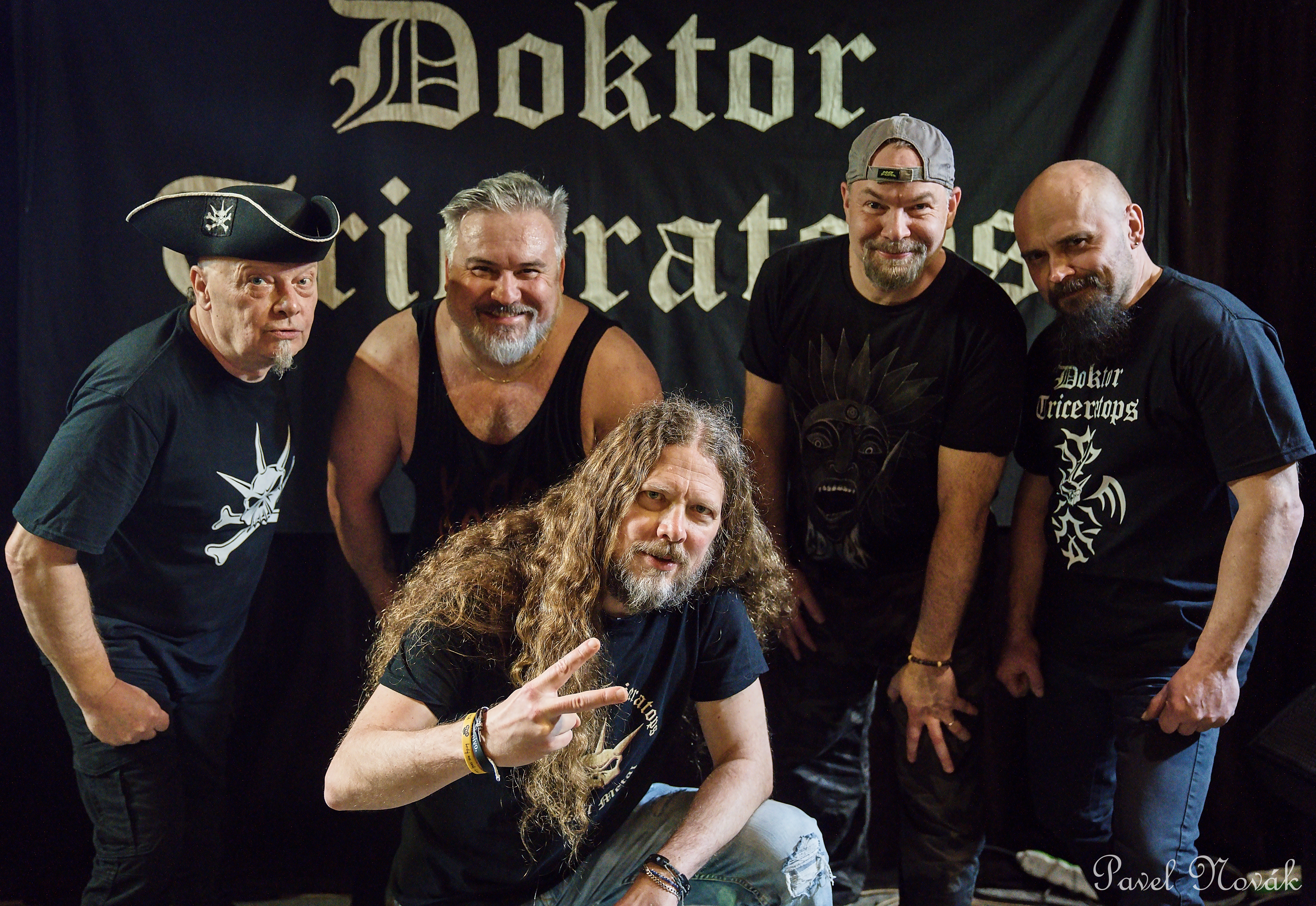
Doktor Triceratops 2025

Doktor Triceratops je česká heavy metalová skupina z Prahy. Skupina byla založena v roce 1985 a odehrála svůj první veřejný koncert 9. února 1986 na Dobříši. Od té doby v kapele působilo více než 25 muzikantů a jediným ze zakládajících členů, působících v kapele dodnes (2023), je kytarista Michal Randy Rotter.
Kapela prošla poměrně výrazným vývojem stylu z počátečního heavy metalu, speed metalu, přes thrash metal až po dnešní crossover s prvky hardcoru. Kapela hraje výhradně vlastní skladby s českými texty. V letech 1987–1989 se kapela účastnila soutěžních festivalů Rock Festu, např. i v pražské Lucerně. V devadesátých letech úspěšně vystupovala na koncertech s kapelami Törr, Arakain, Debustrol a Kryptor a na turné s kapelou Markýz John po mnoha českých a moravských městech i na Slovensku.
V době covidových represí v roce 2020 Doktor Triceratops po dobu tří měsíců vedl se skladbami z nového alba "Old Skull Metal" hitparádu serveru Metal forever.
S klipem "V síti" vyhrál 2x Videohitparádu Rockshock.
V roce 2021 a 2022 se zúčastnil jako host koncertů ke čtyřicátému výročí kapely Arakain.
V roce 2023 odchází bubeník Karel Křen a nastupuje Jaroslav Heikenwälder. Na konci roku 2024 kapelu opouští ze zdravotních důvodů baskytarista Josef Borovka a na jeho místo nastupuje Martin Vácha.

## Členové 2025
- Michal Randy Rotter – kytara
- Ondřej Černý – zpěv
- Martin Vácha – baskytara
- Jaroslav Heikenwälder – bicí
- Bohdan Růžička – kytara

## Členové 2024
- Michal Randy Rotter – kytara
- Ondřej Černý – zpěv
- Josef Borovka – baskytara
- Jaroslav Heikenwälder – bicí
- Bohdan Růžička – kytara

## Diskografie
- 1999 – 999
- 2002 – 2002
- 2004 – Sedum
- 2019 – Old Skull Metal

### Dema
- 1986 – Live 86
- 1988 – Welcome to the World of Doktor Triceratops
- 1991 – A Visit to the Rat's Brain
- 1992 – Scrap in the Ratland
- 1994 – Cvak
- 2012 – demo 2012